# Carlos Kaiser
Carlos Eduardo Kaiser Mansilla (Santiago de Chile en 1974) es un activista defensor sobre cuestiones que afectan a la gente con discapacidad. Él mismo tiene una amputación de miembros superiores e inferiores.

## Vida
Traductor e Intérprete, Magíster en Innovación Curricular y Evaluativa, en la Universidad del Desarrollo.

### Matrimonios e hijo
En 2003 se casó con Carla Salinas, una conocida trabajadora social, tienen un hijo, separados. Contrajo matrimonio nuevamente con Loreto Brossard, el 14 de octubre de 2017.

### Vida pública
En 2001, Kaiser se presentó en el programa juvenil de televisión Mekano con una sección llamada "Una persona con inhabilidad en Chile".
Kaiser perteneció a un equipo de la gente con discapacidad que ayudó al gobierno chileno a mejorar la Ley nacional sobre las discapacidades.
En 2003 recibió una beca para trabajar en la Japan International Cooperation Agency. Allí, aprendió variadas estrategias para mejorar la situación de la gente con discapacidad en Chile, así como el estudio sobre el concepto "Vida independiente" del mexicano Ignacio González Saravia. A su vuelta a Chile, Kaiser creó Vida Independiente Chile.
Kaiser más tarde sirvió como un experto en una Comisión creada por las Naciones Unidas para establecer un Acuerdo Internacional sobre Personas con Discapacidades.
En el 2004 fue nombrado como uno de los 100 jóvenes líderes más promisorios por el diario chileno "El Mercurio". En 2005 creó la Oficina de la Discapacidad en la comuna de Algarrobo un balneario litoral de la Zona Central de Chile. En el mismo año, Vida Independiente Chile recibió dineros para un año de entrenamiento de vida independiente.
En 2006, Michelle Bachelet (la presidenta electa de Chile) nombró a Kaiser como el director del Fondo Nacional de la Discapacidad (Fonadis). Cargo al que debió renunciar en noviembre de dicho año.

### Libros
Director Ejecutivo de la ONG Inclusiva, es autor de los libros:
- “Manual de Gestión Inclusiva de Emergencias: Derechos Humanos y Discapacidad”.
- “Derechos humanos y discapacidad en Chile: un camino hacia la inclusión”.[2]